# 大日本帝国海軍艦艇類別変遷
大日本帝国海軍艦艇類別変遷(だいにっぽんていこくかいぐんかんているいべつへんせん)は、日本海軍の艦艇類別の変遷。

## 概要
明治元年にわずか4隻で始まった明治政府の海軍は明治初期には軍艦と運送船の分類しかなかった。なお1887年（明治20年）まで正式艦名の最後に軍艦には艦を、運送船には丸をつけた。例えば「富士山」の正式艦名は「富士山艦」である。しかし、「和泉丸」は軍艦に類別されるなど例外もある。
その後は順次新たな類別がなされたが体系的に統一されたものはなかったようである。
大正から昭和にかけての系統的類別は1898年(明治31年)3月21日海軍軍艦及水雷艇類別標準の制定に始まる。更に1900年(明治33年)6月22日に軍艦と水雷艇の類別を海軍艦艇類別標準として統合、以後これを基本として改訂が繰り返された。
また特務艦艇の類別は1920年(大正9年)4月1日海軍特務艦艇類別標準を制定、特務船を特務艦艇として独立させたことに始まる。この時特務艦艇と雑役船は特務艦、特務艇、雑役船と大別された。

## 最終時の類別
1945年(昭和20年)6月30日最後の改訂。

### 艦艇

#### 軍艦
- 戦艦

1. 1898年(明治31年)3月21日軍艦の類別に新設。計画排水量10,000トン以上を一等戦艦、10,000トン未満を二等とする。
2. 1905年(明治38年)12月12日等級廃止。

- 巡洋艦
  - 一等 : 主砲口径が 15.5 cm より大きいもの
  - 二等 : 主砲口径 15.5 cm まで

1. 1898年(明治31年)3月21日軍艦の類別に新設。計画排水量7,000トン以上を一等、7,000トン未満3,500トン以上を二等、3,500トン未満を三等巡洋艦とする。
2. 1912年(大正元年)8月28日三等を廃止[1]。
3. 1934年(昭和9年)5月31日に主砲口径が 15.5 cm より大きいものを一等、主砲口径 15.5 cm まで二等巡洋艦と等級の分類を改正する。

- 航空母艦

1. 1920年(大正9年)4月1日軍艦の類別に新設。

- 敷設艦

1. 1920年(大正9年)4月1日軍艦の類別に新設。

- 潜水母艦

1. 1924年(大正13年)12月1日水雷母艦より名称変更。

- 練習戦艦

1. 1931年(昭和6年)5月30日軍艦の類別に新設。

- 練習巡洋艦

1. 1931年(昭和6年)5月30日軍艦の類別に新設。

- 水上機母艦

1. 1934年(昭和9年)5月31日軍艦の類別に新設。

#### 軍艦以外の艦艇
- 駆逐艦
  - 一等 : 基準排水量1,000トン以上
  - 二等 : 基準排水量1,000トン未満

1. 1898年(明治31年)3月21日水雷艇の類別に水雷艇駆逐艇として新設。
2. 1900年(明治33年)6月22日軍艦の類別に変更し名称を水雷艇駆逐艇から駆逐艦に変更する。
3. 1905年(明治38年)12月12日軍艦から独立し艦艇の類別に変更する。
4. 1912年(大正元年)8月28日等級を制定。計画排水量1,000トン以上を一等、1,000トン未満600トン以上を二等、600トン未満を三等駆逐艦とする。
5. 1931年(昭和6年)5月30日三等駆逐艦を廃止。
6. 1934年(昭和9年)5月31日基準排水量1,000トン以上を一等駆逐艦、1,000トン未満を二等駆逐艦と等級の分類を変更する。

- 潜水艦
  - 一等 : 水上排水量1,000トン以上
  - 二等 : 水上排水量1,000トン未満

1. 1905年(明治38年)1月23日水雷艇の類別に潜水艇として新設。
2. 1905年(明治38年)12月12日艦艇の類別に変更。
3. 1916年(大正5年)8月4日等級を制定。水上排水量600トン以上を一等潜水艇、600トン未満を二等潜水艇とする
4. 1919年(大正8年)4月1日潜水艇より名称変更。等級に三等を制定し、水上排水量1,000トン以上を一等潜水艦、1,000トン未満500トン以上を二等潜水艦、500トン未満を三等潜水艦とする。
5. 1931年(昭和6年)5月30日三等潜水艦を廃止。

- 砲艦

1. 1898年(明治31年)3月21日軍艦の類別に新設。計画排水量1,000トン以上を一等砲艦、1,000トン未満を二等砲艦とする。
2. 1912年(大正元年)8月28日排水量800t以上を一等砲艦、800トン未満を二等砲艦と等級変更。
3. 1931年(昭和6年)5月30日等級を廃止。
4. 1944年(昭和19年)10月1日軍艦から艦艇の類別に変更。

- 海防艦

1. 1898年(明治31年)3月21日軍艦の類別に新設。当初は一等、二等、三等の区別あり。
2. 1912年(大正元年)8月28日三等を廃止。
3. 1931年(昭和6年)5月30日等級を廃止。
4. 1942年(昭和17年)7月1日軍艦から艦艇の類別に変更。

- 水雷艇

1. 1898年(明治31年)3月21日水雷艇類別標準を制定。当初は一等、二等、三等、四等の区別あり。
2. 1900年(明治33年)6月22日水雷艇類別標準を廃止。水雷艇は艦艇の類別とする。
3. 1912年(大正元年)8月28日三等、四等を廃止。
4. 1924年(大正13年)1月15日廃止。
5. 1931年(昭和6年)5月30日艦艇の類別として復活。等級はなし。

- 掃海艇

1. 1920年(大正9年)4月1日特務艇の類別に新設。当初は一等、二等の区別あり。
2. 1923年(大正12年)6月30日艦艇の類別に新設。旧掃海艇は掃海特務艇に変更。

- 敷設艇

1. 1920年(大正9年)4月1日特務艇の類別に新設。当初は一等、二等、三等の区別あり。
2. 1931年(昭和6年)5月30日等級を廃止。
3. 1944年(昭和19年)1月31日艦艇の類別に新設。旧敷設艇は敷設特務艇に変更。

- 駆潜艇

1. 1933年(昭和8年)5月22日特務艇の類別に新設。
2. 1940年(昭和15年)4月1日艦艇の類別に新設。旧駆潜艇は駆潜特務艇に変更。

- 哨戒艇

1. 1940年(昭和15年)3月30日特務艇の類別に新設。
2. 1943年(昭和18年)2月15日艦艇の類別に新設。旧哨戒艇は哨戒特務艇に変更。

- 輸送艦
  - 一等 : 基準排水量1,000トン以上
  - 二等 : 基準排水量1,000トン未満

1. 1944年(昭和19年)1月31日艦艇の類別に新設。等級は一等と二等に分類。

### 特務艦艇

#### 特務艦
- 工作艦

1. 1920年(大正9年)4月1日工作船より名称変更し特務艦の類別に変更。

- 運送艦

1. 1920年(大正9年)4月1日運送船より名称変更し特務艦の類別に変更。

- 砕氷艦

1. 1921年(大正10年)8月2日特務艦の類別に新設。

- 測量艦

1. 1922年(大正11年)3月31日特務艦の類別に新設。

- 練習特務艦

1. 1922年(大正11年)11月30日特務艦の類別に新設。

- 標的艦

1. 1923年(大正12年)9月29日特務艦の類別に新設。

#### 特務艇
- 敷設特務艇

1. 1920年(大正9年)4月1日敷設艇として特務艇の類別に新設。当初は一等、二等、三等の区別あり。
2. 1931年(昭和6年)5月30日等級を廃止。
3. 1944年(昭和19年)1月31日敷設艇より名称変更。

- 掃海特務艇

1. 1920年(大正9年)4月1日掃海艇として特務艇の類別に新設。当初は一等、二等の区別あり。
2. 1923年(大正12年)掃海艇より名称変更。
3. 1931年(昭和6年)5月30日等級を廃止。

- 潜水艦母艇

1. 1920年(大正9年)4月1日特務艇の類別に新設。

- 駆潜特務艇

1. 1933年(昭和8年)5月22日駆潜艇として特務艇の類別に新設。
2. 1940年(昭和15年)4月1日駆潜艇より名称変更。

- 哨戒特務艇

1. 1940年(昭和15年)3月30日哨戒艇として特務艇の類別に新設。
2. 1943年(昭和18年)2月15日哨戒艇より名称変更。

- 電纜敷設艇

1. 1940年(昭和15年)10月24日特務艇の類別に新設。

- 魚雷艇

1. 1941年(昭和16年)6月26日特務艇の類別に新設。

- 海防艇

1. 1945年(昭和20年)6月30日特務艇の類別に新設。

### その他
- 雑役船

1. 1916年(大正5年)5月17日雑役船舟を雑役船と改称

## 廃止もしくは名称変更された類別

### 艦艇

#### 軍艦
- 巡洋戦艦

1. 1912年(大正元年)8月28日軍艦の類別に新設。
2. 1931年(昭和6年)5月30日廃止。

- 通報艦

1. 1898年(明治31年)3月21日軍艦の類別に新設。
2. 1912年(大正元年)8月28日廃止。

- 水雷母艦

1. 1898年(明治31年)3月21日軍艦の類別に新設。
2. 1912年(大正元年)8月28日廃止。
3. 1920年(大正9年)4月1日軍艦の類別として復活。
4. 1924年(大正13年)12月1日潜水母艦に名称変更。

- 急設網艦

1. 1927年(昭和2年)3月2日軍艦の類別に新設。
2. 1929年(昭和4年)3月22日廃止。

#### 軍艦以外
- 水雷艇駆逐艇

1. 1898年(明治31年)3月21日水雷艇の類別に新設。
2. 1900年(明治33年)6月22日名称を駆逐艦とし艦艇の類別に変更する。

- 潜水艇

1. 1905年(明治38年)1月23日水雷艇の類別に新設。
2. 1905年(明治38年)12月12日艦艇の類別に変更。
3. 1916年(大正5年)8月4日等級(一等、二等)を制定。
4. 1919年(大正8年)4月1日潜水艦に名称変更。

- 急設網艦

1. 1927年(昭和2年)3月2日軍艦の類別に新設。
2. 1929年(昭和4年)3月22日廃止。

### 艦艇以外
- 運送船

1. 1905年(明治38年)12月12日新設。
2. 1916年(大正5年)5月17日特務船の類別に変更。
3. 1920年(大正9年)4月1日運送艦に名称変更。

- 病院船

1. 1905年(明治38年)12月12日新設。
2. 1916年(大正5年)5月17日廃止。

- 工作船

1. 1905年(明治38年)12月12日新設。
2. 1916年(大正5年)5月17日特務船の類別に変更。
3. 1920年(大正9年)4月1日工作艦に名称変更。

- 敷設船

1. 1916年(大正5年)5月17日特務船の類別に新設。
2. 1920年(大正9年)4月1日廃止。(代わりに敷設艦と敷設艇を新設)

- 捕獲網艇

1. 1927年(昭和2年)3月2日特務艇の類別に新設。
2. 1929年(昭和4年)3月22日廃止。

- 雑役船舟

1. 1916年(大正5年)5月17日雑役船舟を雑役船と改称

## 各年代の代表的な艦艇類別

### 明治初期
法令による決まりは無く、軍艦と運輸船に分けられたのみ。
役務として、測量艦(測量船)、護送船などの名称が見られる。

### 1871年(明治4年)から1886年(明治19年)
1886年(明治19年)7月13日まで。艦艇類別は無く軍艦と運送船に大別するのみ
|      |      |     | 明治4年10月28日 1871年12月10日          |
| ---- | ---- | --- | --------------------------------------- |
| 軍艦 | 大艦 | 1等 | 600馬力以上の蒸気船 500人以上乗組の軍艦 |
| 軍艦 | 大艦 | 2等 | 450馬力以上の蒸気船 300人以上乗組の軍艦 |
| 軍艦 | 中艦 | 3等 | 250馬力以上の蒸気船 200人以上乗組の軍艦 |
| 軍艦 | 中艦 | 4等 | 150馬力以上の蒸気船 120人以上乗組の軍艦 |
| 軍艦 | 小艦 | 5等 | 80馬力以上の蒸気船 50人以上乗組の軍艦   |
| 軍艦 | 小艦 | 6等 | 50馬力以上の蒸気船 30人以上乗組の軍艦   |
| 軍艦 | 小艦 | 7等 | 50馬力以下の蒸気船 30人以下乗組の軍艦   |

明治5年に等級の分類は乗員数のみになった。また大艦、中艦、小艦の分類が変更になった。輸送船の等級も追加された。
|        |        |     | 明治5年10月5日 1872年11月5日 | 明治6年5月17日 1873年5月17日 | 明治6年8月24日 1873年8月24日 |
| ------ | ------ | --- | ---------------------------- | ---------------------------- | ---------------------------- |
| 軍艦   | 大艦   | 1等 | 455人以上乗組の軍艦          | 455人以上乗組の軍艦          | 455人以上乗組の軍艦          |
| 軍艦   | 大艦   | 2等 | 315人以上乗組の軍艦          | 315人以上乗組の軍艦          | 315人以上乗組の軍艦          |
| 軍艦   | 大艦   | 3等 | 170人以上乗組の軍艦          | 170人以上乗組の軍艦          | 170人以上乗組の軍艦          |
| 軍艦   | 中艦   | 4等 | 100人以上乗組の軍艦          | 100人以上乗組の軍艦          | 100人以上乗組の軍艦          |
| 軍艦   | 中艦   | 5等 | 65人以上乗組の軍艦           | 65人以上乗組の軍艦           | 65人以上乗組の軍艦           |
| 軍艦   | 小艦   | 6等 | 40人以上乗組の軍艦           | 40人以上乗組の軍艦           | 40人以上乗組の軍艦           |
| 軍艦   | 小艦   | 7等 | 39人以下乗組の軍艦           | 39人以下乗組の軍艦           | 39人以下乗組の軍艦           |
| 運送艦 | 運送艦 | 4等 | 800噸以上                    | 800噸以上                    | 800噸以上                    |
| 運送艦 | 運送艦 | 5等 | 500噸以上                    | 500噸以上                    | 500噸以上                    |
| 運送艦 | 運送艦 | 6等 | 200噸以上                    | 200噸以上                    | 200噸以上                    |
| 運送艦 | 運送艦 | 7等 | 200噸以下                    | 200噸以下                    | 200噸以下                    |

- 装鉄軍艦は乗員数に関わらず3等以上とし、艦の大中小で1等から3等とする。
- 東は中艦とする(明治5年10月5日)。

明治19年7月に省令第60号で廃止され、以降暫く艦船の等級に関しての法令は無かった 。

### 1890年(明治23年)8月12日
『海軍艦船籍條例』に制定により、艦船は第1種から第5種までに分けられた(明治29年4月廃止)。
- 第一種:戦闘航海の役務に堪えうる軍艦
- 第二種:水雷艇
- 第三種:戦闘航海の役務に堪えない軍艦
- 第四種:運送船、曳船、小蒸気船
- 第五種:倉庫船、荷船、雑船

1893年(明治26年)10月19日
『水雷艇類別』の制定により、水雷艇は1等から3等に分けられた(明治31年3月消滅)。
- 一等水雷艇:排水量70噸以上の水雷艇。
- 二等水雷艇:排水量20噸以上70噸未満の水雷艇。
- 三等水雷艇:排水量20噸未満にして艦船に搭載すべき水雷艇。

### 1896年(明治29年)4月1日
『海軍艦船條例』の制定により、艦船は4つの種類に分けられた(明治38年12月一部廃止)。
- 第1種軍艦:戦闘の役務に堪えうる軍艦
- 第2種軍艦:戦闘の役務に堪えない軍艦
- 水雷艇:主に魚雷を使用する特殊な構造で、戦闘の役務に堪えうる艇
- 雑役船舟:軍艦、水雷艇に装備する小蒸気船、端舟を除く全ての船舶舟艇

### 1898年(明治31年)3月21日
1898年(明治31年)3月21日に軍艦と水雷艇の類別等級が定められ、
1900年(明治33年)6月22日に「艦艇類別標準」が定められて、艦艇の類別と等級が定められた 。
以降大正期まで「艦艇類別標準」が順次改定された。
| 艦艇   | 類別     | 等級   | 1898年 (明治31年) 3月21日                                              | 1900年 (明治33年) 6月22日                                              | 1905年 (明治38年) 1月13日                                              | 1905年 (明治38年) 12月12日                                             |
| ------ | -------- | ------ | ---------------------------------------------------------------------- | ---------------------------------------------------------------------- | ---------------------------------------------------------------------- | ---------------------------------------------------------------------- |
| 軍艦   | 戦艦     | 一等   | 10,000噸以上                                                           | 10,000噸以上                                                           | 10,000噸以上                                                           | 等級廃止                                                               |
| 軍艦   | 戦艦     | 二等   | 10,000噸未満                                                           | 10,000噸未満                                                           | 10,000噸未満                                                           | 等級廃止                                                               |
| 軍艦   | 巡洋艦   | 一等   | 7,000噸以上                                                            | 7,000噸以上                                                            | 7,000噸以上                                                            | 7,000噸以上                                                            |
| 軍艦   | 巡洋艦   | 二等   | 3,500噸以上、7,000噸未満                                               | 3,500噸以上、7,000噸未満                                               | 3,500噸以上、7,000噸未満                                               | 3,500噸以上、7,000噸未満                                               |
| 軍艦   | 巡洋艦   | 三等   | 3,500噸未満、1912年(大正元年)8月28日等級が廃止され所属艦は二等へ移動。 | 3,500噸未満、1912年(大正元年)8月28日等級が廃止され所属艦は二等へ移動。 | 3,500噸未満、1912年(大正元年)8月28日等級が廃止され所属艦は二等へ移動。 | 3,500噸未満、1912年(大正元年)8月28日等級が廃止され所属艦は二等へ移動。 |
| 軍艦   | 海防艦   | 一等   | 7,000噸以上                                                            | 7,000噸以上                                                            | 7,000噸以上                                                            | 7,000噸以上                                                            |
| 軍艦   | 海防艦   | 二等   | 3,500噸以上、7,000噸未満                                               | 3,500噸以上、7,000噸未満                                               | 3,500噸以上、7,000噸未満                                               | 3,500噸以上、7,000噸未満                                               |
| 軍艦   | 海防艦   | 三等   | 3,500噸未満、1912年8月28日等級が廃止され所属艦は二等へ移動。           | 3,500噸未満、1912年8月28日等級が廃止され所属艦は二等へ移動。           | 3,500噸未満、1912年8月28日等級が廃止され所属艦は二等へ移動。           | 3,500噸未満、1912年8月28日等級が廃止され所属艦は二等へ移動。           |
| 軍艦   | 砲艦     | 一等   | 1,000噸以上                                                            | 1,000噸以上                                                            | 1,000噸以上                                                            | 1,000噸以上                                                            |
| 軍艦   | 砲艦     | 二等   | 1,000噸未満                                                            | 1,000噸未満                                                            | 1,000噸未満                                                            | 1,000噸未満                                                            |
| 軍艦   | 通報艦   |        | 制定。1912年8月28日廃止され所属艦は一等砲艦に移動。                    | 制定。1912年8月28日廃止され所属艦は一等砲艦に移動。                    | 制定。1912年8月28日廃止され所属艦は一等砲艦に移動。                    | 制定。1912年8月28日廃止され所属艦は一等砲艦に移動。                    |
| 軍艦   | 水雷母艦 |        | 制定。1912年8月28日廃止                                                | 制定。1912年8月28日廃止                                                | 制定。1912年8月28日廃止                                                | 制定。1912年8月28日廃止                                                |
| 軍艦   | 駆逐艦   |        | -                                                                      | 水雷艇駆逐艇から移動                                                   | 水雷艇駆逐艇から移動                                                   | -                                                                      |
| 駆逐艦 |          |        | -                                                                      | -                                                                      | -                                                                      | 軍艦から独立                                                           |
| 水雷艇 | 駆逐艇   |        | 制定                                                                   | -                                                                      | -                                                                      | -                                                                      |
| 水雷艇 | 一等     | 一等   | 120噸以上                                                              | 120噸以上                                                              | 120噸以上                                                              | 120噸以上                                                              |
| 水雷艇 | 二等     | 二等   | 70噸以上、120噸未満                                                    | 70噸以上、120噸未満                                                    | 70噸以上、120噸未満                                                    | 70噸以上、120噸未満                                                    |
| 水雷艇 | 三等     | 三等   | 20噸以上、70噸未満。1912年8月28日等級が廃止され所属艇は二等へ移動。    | 20噸以上、70噸未満。1912年8月28日等級が廃止され所属艇は二等へ移動。    | 20噸以上、70噸未満。1912年8月28日等級が廃止され所属艇は二等へ移動。    | 20噸以上、70噸未満。1912年8月28日等級が廃止され所属艇は二等へ移動。    |
| 水雷艇 | 四等     | 四等   | 20噸未満。1912年8月28日等級廃止。                                      | 20噸未満。1912年8月28日等級廃止。                                      | 20噸未満。1912年8月28日等級廃止。                                      | 20噸未満。1912年8月28日等級廃止。                                      |
| 水雷艇 |          | 潜水艇 | -                                                                      | -                                                                      | 制定                                                                   | -                                                                      |
| 潜水艇 |          |        | -                                                                      | -                                                                      | -                                                                      | 水雷艇から独立                                                         |

1. ↑  等級は計画排水量により分類。
2. 1 2 3 4  水雷艇の等級は明治31年3月21日に類別として制定、明治33年6月22日に等級となる。

1905年(明治38年)12月11日
『海軍艦船條例』の改正により、艦船の種別は以下のように分けられた。
- 軍艦
- 駆逐艦
- 水雷艇
- 潜水艇
- 運送船
- 病院船
- 工作船
- 雑役船舟

### 1912年(大正元年)8月28日
通報艦廃止など大幅な改訂。
| 艦艇   | 類別     | 等級 | 1912年 (大正元年) 8月28日 | 1916年 (大正5年) 8月4日 | 1919年 (大正8年) 3月20日 | 1920年 (大正9年) 4月1日 | 1923年 (大正12年) 6月30日 | 1924年 (大正13年) 12月1日 |
| ------ | -------- | ---- | ------------------------- | ----------------------- | ------------------------ | ----------------------- | ------------------------- | ------------------------- |
| 軍艦   | 戦艦     |      | 等級無し                  | 等級無し                | 等級無し                 | 等級無し                | 等級無し                  | 等級無し                  |
| 軍艦   | 巡洋戦艦 |      | 等級無し                  | 等級無し                | 等級無し                 | 等級無し                | 等級無し                  | 等級無し                  |
| 軍艦   | 巡洋艦   | 一等 | 7,000噸以上               | 7,000噸以上             | 7,000噸以上              | 7,000噸以上             | 7,000噸以上               | 7,000噸以上               |
| 軍艦   | 巡洋艦   | 二等 | 7,000噸未満               | 7,000噸未満             | 7,000噸未満              | 7,000噸未満             | 7,000噸未満               | 7,000噸未満               |
| 軍艦   | 航空母艦 |      | -                         | -                       | -                        | 制定、等級無し          | 制定、等級無し            | 制定、等級無し            |
| 軍艦   | 水雷母艦 |      | 削除                      | 削除                    | 削除                     | 再制定、等級無し        | 再制定、等級無し          | 潜水母艦に名称変更        |
| 軍艦   | 敷設艦   |      | -                         | -                       | -                        | 制定、等級無し          | 制定、等級無し            | 制定、等級無し            |
| 軍艦   | 海防艦   | 一等 | 7,000噸以上               | 7,000噸以上             | 7,000噸以上              | 7,000噸以上             | 7,000噸以上               | 7,000噸以上               |
| 軍艦   | 海防艦   | 二等 | 7,000噸未満               | 7,000噸未満             | 7,000噸未満              | 7,000噸未満             | 7,000噸未満               | 7,000噸未満               |
| 軍艦   | 砲艦     | 一等 | 800噸以上                 | 800噸以上               | 800噸以上                | 800噸以上               | 800噸以上                 | 800噸以上                 |
| 軍艦   | 砲艦     | 二等 | 800噸未満                 | 800噸未満               | 800噸未満                | 800噸未満               | 800噸未満                 | 800噸未満                 |
| 駆逐艦 | 駆逐艦   | 一等 | 1,000噸以上               | 1,000噸以上             | 1,000噸以上              | 1,000噸以上             | 1,000噸以上               | 1,000噸以上               |
| 駆逐艦 | 駆逐艦   | 二等 | 600噸以上、1,000噸未満    | 600噸以上、1,000噸未満  | 600噸以上、1,000噸未満   | 600噸以上、1,000噸未満  | 600噸以上、1,000噸未満    | 600噸以上、1,000噸未満    |
| 駆逐艦 | 駆逐艦   | 三等 | 600噸未満                 | 600噸未満               | 600噸未満                | 600噸未満               | 600噸未満                 | 600噸未満                 |
| 水雷艇 | 水雷艇   | 一等 | 120噸以上                 | 120噸以上               | 120噸以上                | 120噸以上               | 120噸以上                 | 削除                      |
| 水雷艇 | 水雷艇   | 二等 | 120噸未満                 | 120噸未満               | 120噸未満                | 120噸未満               | 120噸未満                 | 削除                      |
| 潜水艇 | 潜水艇   | 一等 | 等級無し                  | 600噸以上               | 潜水艦に名称変更         | 潜水艦に名称変更        | 潜水艦に名称変更          | 潜水艦に名称変更          |
| 潜水艇 | 潜水艇   | 二等 | 等級無し                  | 600噸未満               | 潜水艦に名称変更         | 潜水艦に名称変更        | 潜水艦に名称変更          | 潜水艦に名称変更          |
| 潜水艦 | 潜水艦   | 一等 | -                         | -                       | 1,000噸以上              | 1,000噸以上             | 1,000噸以上               | 1,000噸以上               |
| 潜水艦 | 潜水艦   | 二等 | -                         | -                       | 500噸以上、1,000噸未満   | 500噸以上、1,000噸未満  | 500噸以上、1,000噸未満    | 500噸以上、1,000噸未満    |
| 潜水艦 | 潜水艦   | 三等 | -                         | -                       | 500噸未満                | 500噸未満               | 500噸未満                 | 500噸未満                 |
| 掃海艇 | 掃海艇   |      | -                         | -                       | -                        | -                       | 特務艇から移動            | 特務艇から移動            |

1. ↑  等級は計画排水量により分類。

特務艦艇
| 艦艇   | 類別                | 等級 | 1920年 (大正9年) 4月1日          | 1921年 (大正10年) 8月3日         | 1922年 (大正11年) 4月1日         | 1922年 (大正11年) 12月1日        | 1923年 (大正12年) 10月1日        |
| ------ | ------------------- | ---- | -------------------------------- | -------------------------------- | -------------------------------- | -------------------------------- | -------------------------------- |
| 特務艦 | 工作艦              |      | 制定(工作船から移動)、等級無し。 | 制定(工作船から移動)、等級無し。 | 制定(工作船から移動)、等級無し。 | 制定(工作船から移動)、等級無し。 | 制定(工作船から移動)、等級無し。 |
| 特務艦 | 運送艦              |      | 制定(運送船から移動)、等級無し。 | 制定(運送船から移動)、等級無し。 | 制定(運送船から移動)、等級無し。 | 制定(運送船から移動)、等級無し。 | 制定(運送船から移動)、等級無し。 |
| 特務艦 | 砕氷艦              |      | -                                | 制定、等級無し。                 | 制定、等級無し。                 | 制定、等級無し。                 | 制定、等級無し。                 |
| 特務艦 | 測量艦              |      | -                                | -                                | 制定、等級無し。                 | 制定、等級無し。                 | 制定、等級無し。                 |
| 特務艦 | 標的艦              |      | -                                | -                                | -                                | -                                | 制定、等級無し。                 |
| 特務艦 | 練習特務艦          |      | -                                | -                                | -                                | 制定、等級無し。                 | 制定、等級無し。                 |
| 特務艇 | 敷設艇              | 一等 | 800噸以上                        | 800噸以上                        | 800噸以上                        | 800噸以上                        | 800噸以上                        |
| 特務艇 | 敷設艇              | 二等 | 400噸以上、800噸未満             | 400噸以上、800噸未満             | 400噸以上、800噸未満             | 400噸以上、800噸未満             | 400噸以上、800噸未満             |
| 特務艇 | 敷設艇              | 三等 | 400噸未満                        | 400噸未満                        | 400噸未満                        | 400噸未満                        | 400噸未満                        |
| 特務艇 | 掃海艇 → 掃海特務艇 | 一等 | 400噸以上                        | 400噸以上                        | 400噸以上                        | 400噸以上                        | 400噸以上                        |
| 特務艇 | 掃海艇 → 掃海特務艇 | 二等 | 400噸未満                        | 400噸未満                        | 400噸未満                        | 400噸未満                        | 400噸未満                        |
| 特務艇 | 潜水艦母艇          |      | 制定、等級無し。                 | 制定、等級無し。                 | 制定、等級無し。                 | 制定、等級無し。                 | 制定、等級無し。                 |

1. ↑  等級は計画排水量により分類。
2. ↑  1923年(大正12年)6月30日に名称変更。

雑役船

### 1931年(昭和6年)5月30日
巡洋戦艦廃止など大幅な改訂。
艦艇類別等級
| 艦艇   | 類別       | 等級 | 1926年 (大正15年) 11月29日 | 1927年 (昭和2年) 11月1日 | 1929年 (昭和4年) 3月23日 | 1931年 (昭和6年) 6月1日 | 1934年 (昭和9年) 6月1日 | 1940年 (昭和15年) 月日 |                    |
| ------ | ---------- | ---- | -------------------------- | ------------------------ | ------------------------ | ----------------------- | ----------------------- | ---------------------- | ------------------ |
| 軍艦   | 戦艦       |      |                            |                          |                          |                         |                         |                        |                    |
| 軍艦   | 巡洋戦艦   |      |                            |                          |                          | 削除                    | 削除                    | 削除                   |                    |
| 軍艦   | 巡洋艦     | 一等 |                            |                          |                          |                         |                         |                        |                    |
| 軍艦   | 巡洋艦     | 二等 |                            |                          |                          |                         |                         |                        |                    |
| 軍艦   | 航空母艦   |      |                            |                          |                          |                         |                         |                        |                    |
| 軍艦   | 水上機母艦 |      | -                          | -                        | -                        | -                       | 制定                    | 制定                   |                    |
| 軍艦   | 潜水母艦   |      |                            |                          |                          |                         |                         |                        |                    |
| 軍艦   | 敷設艦     |      |                            |                          |                          |                         |                         |                        |                    |
| 軍艦   | 急設網艦   |      | -                          | 制定                     | 削除(敷設艦に統合)       | 削除(敷設艦に統合)      | 削除(敷設艦に統合)      | 削除(敷設艦に統合)     | 削除(敷設艦に統合) |
| 軍艦   | 海防艦     | 一等 |                            |                          |                          | 等級廃止                | 等級廃止                | 等級廃止               |                    |
| 軍艦   | 海防艦     | 二等 |                            |                          |                          | 等級廃止                | 等級廃止                | 等級廃止               |                    |
| 軍艦   | 砲艦       | 一等 |                            |                          |                          | 等級廃止                | 等級廃止                | 等級廃止               |                    |
| 軍艦   | 砲艦       | 二等 |                            |                          |                          | 等級廃止                | 等級廃止                | 等級廃止               |                    |
| 軍艦   | 練習戦艦   |      | -                          | -                        | -                        | 制定                    | 制定                    | 制定                   |                    |
| 軍艦   | 練習巡洋艦 |      | -                          | -                        | -                        | 制定                    | 制定                    | 制定                   |                    |
| 駆逐艦 | 駆逐艦     | 一等 |                            |                          |                          |                         |                         |                        |                    |
| 駆逐艦 | 駆逐艦     | 二等 |                            |                          |                          |                         |                         |                        |                    |
| 駆逐艦 | 駆逐艦     | 三等 |                            |                          |                          | 削除                    | 削除                    | 削除                   |                    |
| 潜水艦 | 潜水艦     | 一等 |                            |                          |                          |                         |                         |                        |                    |
| 潜水艦 | 潜水艦     | 二等 |                            |                          |                          |                         |                         |                        |                    |
| 潜水艦 | 潜水艦     | 三等 |                            |                          |                          | 削除                    | 削除                    | 削除                   |                    |
| 水雷艇 | 水雷艇     |      | -                          | -                        | -                        | 制定                    | 制定                    | 制定                   |                    |
| 掃海艇 |            |      |                            |                          |                          |                         |                         |                        |                    |
| 駆潜艇 | 駆潜艇     |      | -                          | -                        | -                        | -                       | -                       | 特務艇から移動         |                    |

特務艦類別等級
1926年(大正15年)11月29日「特務艦類別等級」を改めて制定、
以後1945年(昭和20年)まで特務艦は類別等級の変更は無い。
|        | 類別       | 等級 | 1926年 (大正15年) 11月29日 |
| ------ | ---------- | ---- | -------------------------- |
| 特務艦 | 工作艦     |      |                            |
| 特務艦 | 運送艦     |      |                            |
| 特務艦 | 砕氷艦     |      |                            |
| 特務艦 | 測量艦     |      |                            |
| 特務艦 | 標的艦     |      |                            |
| 特務艦 | 練習特務艦 |      |                            |

特務艇類別等級
| 種別   | 種別       | 等級 | 1926年 (大正15年) 3月31日 | 1928年 (昭和3年) 6月13日 | 1933年 (昭和8年) 5月23日 | 1940年 (昭和15年) 4月1日 | 1940年 (昭和15年) 月日          | 1941年 (昭和16年) 6月30日       |
| ------ | ---------- | ---- | ------------------------- | ------------------------ | ------------------------ | ------------------------ | ------------------------------- | ------------------------------- |
| 特務艇 | 敷設艇     | 一等 |                           |                          | 等級廃止                 | 等級廃止                 | 等級廃止                        | 等級廃止                        |
| 特務艇 | 敷設艇     | 二等 |                           |                          | 等級廃止                 | 等級廃止                 | 等級廃止                        | 等級廃止                        |
| 特務艇 | 敷設艇     | 三等 |                           |                          | 等級廃止                 | 等級廃止                 | 等級廃止                        | 等級廃止                        |
| 特務艇 | 捕獲網艇   |      | -                         | 追加                     | 削除(敷設艇へ統合)       | 削除(敷設艇へ統合)       | 削除(敷設艇へ統合)              | 削除(敷設艇へ統合)              |
| 特務艇 | 哨戒艇     |      | -                         | -                        | -                        | 追加                     | 追加                            | 追加                            |
| 特務艇 | 駆潜艇     |      | -                         | -                        | 追加                     | 追加                     | 駆潜特務艇に変更 一部艇は艦艇へ | 駆潜特務艇に変更 一部艇は艦艇へ |
| 特務艇 | 掃海特務艇 | 一等 |                           |                          | 等級廃止                 | 等級廃止                 | 等級廃止                        | 等級廃止                        |
| 特務艇 | 掃海特務艇 | 二等 |                           |                          | 等級廃止                 | 等級廃止                 | 等級廃止                        | 等級廃止                        |
| 特務艇 | 潜水艦母艇 |      |                           |                          |                          |                          |                                 |                                 |
| 特務艇 | 電纜敷設艇 |      | -                         | -                        | -                        | -                        | 追加                            | 追加                            |
| 特務艇 | 魚雷艇     |      | -                         | -                        | -                        | -                        | -                               | 追加                            |

雑役船

### 1941年(昭和16年)6月26日
開戦時の類別。その後海防艦(1942年)と砲艦(1944年)は軍艦の類別から外れる。
- 艦艇
  - 軍艦
    - 戦艦
    - 巡洋艦 (一等、二等)
    - 砲艦
    - 海防艦
    - 航空母艦
    - 敷設艦
    - 潜水母艦
    - 練習戦艦
    - 練習巡洋艦
    - 水上機母艦

  - 駆逐艦 (一等、二等)
  - 潜水艦 (一等、二等)
  - 水雷艇
  - 掃海艇
  - 駆潜艇
- 特務艦艇
  - 特務艦
    - 工作艦
    - 運送艦
    - 砕氷艦
    - 測量艦
    - 練習特務艦
    - 標的艦

  - 特務艇
    - 敷設艇
    - 掃海特務艇
    - 潜水艦母艇
    - 駆潜特務艇
    - 哨戒艇
    - 電纜敷設艇
    - 魚雷艇
- 雑役船

## その他の艦船の種類

### 雑役船の種類
1903年（明治36年）9月17日海軍省達第90号「海軍各庁附属雑役船種類及定数表」では雑役船の種類を次のように分類している（明治42年11月25日海軍省達第132号により廃止）。
なお、この表における雑役船は港務部・要港部・海兵団・水雷団・学校・練習所・水路部などの海軍各庁に附属する物であって軍艦や水雷艇に装置するものには当て嵌まらないので、『海軍艦船條例』（明治29年3月30日勅令第71号）の雑役船舟になる。
| 船種 | 船種                                        | 船種                                        | 所属                                                       |
| ---- | ------------------------------------------- | ------------------------------------------- | ---------------------------------------------------------- |
| 汽船 | 250「トン」以上、400「トン」以下            | 250「トン」以上、400「トン」以下            | 港務部、要港部、水雷敷設隊、学校                           |
| 汽船 | 150「トン」                                 | 150「トン」                                 | 港務部、学校、練習所                                       |
| 汽船 | 80「トン」                                  | 80「トン」                                  | 水雷敷設隊、練習所                                         |
| 汽船 | 60「トン」、                                | 60「トン」、                                | 港務部、要港部、学校、練習所                               |
| 汽船 | 35「トン」                                  | 35「トン」                                  | 港務部、要港部、学校、練習所                               |
| 汽船 | 16「トン」                                  | 16「トン」                                  | 港務部、海兵団、学校、練習所                               |
| 汽船 | 12「トン」半                                | 12「トン」半                                | 港務部、要港部、海兵団、水雷敷設隊、学校                   |
| 汽船 | 10「トン」以下                              | 10「トン」以下                              | 港務部、練習所                                             |
| 端舟 | 38呎ランチ                                  | 38呎ランチ                                  | 海兵団、学校                                               |
| 端舟 | 32呎ピン子ス (Pinnace)                      | 32呎ピン子ス (Pinnace)                      | 海兵団、学校                                               |
| 端舟 | 30呎カッタル                                | 30呎カッタル                                | 海兵団、学校、練習所                                       |
| 端舟 | 28呎カッタル                                | 28呎カッタル                                | 海兵団、水雷艇敷設隊、水雷艇隊、学校、練習所               |
| 端舟 | 26呎カッタル                                | 26呎カッタル                                | 海兵団、学校、練習所                                       |
| 端舟 | 23呎カッタル                                | 23呎カッタル                                | 海兵団、学校、練習所                                       |
| 端舟 | 30呎ギッグ (Gig)                            | 30呎ギッグ (Gig)                            | 海兵団、学校                                               |
| 端舟 | 27呎ギッグ                                  | 27呎ギッグ                                  | 海兵団、学校                                               |
| 端舟 | 25呎ギッグ                                  | 25呎ギッグ                                  | 海兵団                                                     |
| 雑船 | 反装水雷船                                  | 反装水雷船                                  | 練習所                                                     |
| 雑船 | 泥浚船                                      | 泥浚船                                      | 港務部                                                     |
| 雑船 | 泥浚器船                                    | 泥浚器船                                    | 港務部                                                     |
| 雑船 | 岩砕船                                      | 岩砕船                                      | 港務部                                                     |
| 雑船 | 水船                                        | 汽走 150「トン」積ヨリ、300「トン」積マデ   | 港務部、要港部                                             |
| 雑船 | 水船                                        | 西洋形 100「トン」積ヨリ、200「トン」積マデ | 港務部、要港部                                             |
| 雑船 | 水船                                        | 和形 10「トン」積ヨリ、30「トン」積マデ     | 港務部、要港部、水雷敷設隊、学校                           |
| 雑船 | 運貨船 50「トン」積ヨリ、100「トン」積マデ  | 運貨船 50「トン」積ヨリ、100「トン」積マデ  | 港務部、要港部、水雷敷設隊、練習所                         |
| 雑船 | 石炭船 50「トン」積ヨリ、150「トン」積マデ  | 石炭船 50「トン」積ヨリ、150「トン」積マデ  | 港務部、要港部                                             |
| 雑船 | 五大力船 20「トン」積ヨリ、30「トン」積マデ | 五大力船 20「トン」積ヨリ、30「トン」積マデ | 港務部、要港部                                             |
| 雑船 | 泥受船                                      | 泥受船                                      | 港務部                                                     |
| 雑船 | 伝馬船                                      | 伝馬船                                      | 港務部、要港部、海兵団、水雷敷設隊、水雷艇隊、学校、練習所 |
| 雑船 | 押送船                                      | 押送船                                      | 水路部                                                     |
| 雑船 | 足場船 長30呎ヨリ、短16呎マデ               | 足場船 長30呎ヨリ、短16呎マデ               | 港務部、要港部                                             |
| 雑船 | 塵芥船                                      | 塵芥船                                      | 港務部、要港部                                             |
| 雑船 | 起重器船                                    | 起力 50「トン」                             | 港務部                                                     |
| 雑船 | 起重器船                                    | 起力 15「トン」                             | 港務部、要港部                                             |
| 雑船 | 浮船渠                                      | 浮船渠                                      | 港務部、要港部                                             |
| 雑船 | 杭打器船                                    | 杭打器船                                    | 港務部                                                     |
| 雑船 | 橋船                                        | 橋船                                        | 港務部、要港部、水雷艇隊、学校                             |
| 雑船 | 練習船                                      | 練習船                                      | 海兵団、学校、練習所                                       |